# Essarts-en-Bocage
Essarts-en-Bocage es una comuna nueva francesa situada en el departamento de Vandea, de la región de Países del Loira.

## Historia
Fue creada el 1 de enero de 2016, en aplicación de una resolución del prefecto de Vandea de 5 de octubre de 2015 con la unión de las comunas de Boulogne, Les Essarts, L'Oie y Sainte-Florence, pasando a estar el ayuntamiento en la antigua comuna de Les Essarts.

## Demografía
| Gráfica de evolución demográfica de Essarts-en-Bocage entre 1800 y 2013 |
|                                                                         |

Los datos entre 1800 y 2013 son el resultado de sumar los parciales de las cuatro comunas que forman la nueva comuna de Essarts-en-Bocage, cuyos datos se han cogido de 1800 a 1999, para las comunas de Boulogne, Les Essarts, L'Oie y Sainte-Florence de la página francesa EHESS/Cassini. Los demás datos se han cogido de la página del INSEE.

## Composición

Mapa de Essarts-en-Bocage con sus comunas delegadas.

| Comuna delegada | Código INSEE | Población (2013) | Superficie (km²) | Densidad (hab./km²) |
| --------------- | ------------ | ---------------- | ---------------- | ------------------- |
| Boulogne        | 85030        | 818              | 12.23            | 67                  |
| Les Essarts     | 85084        | 5244             | 56.24            | 93                  |
| L'Oie           | 85165        | 1194             | 14.06            | 85                  |
| Sainte-Florence | 85212        | 1204             | 17.09            | 70                  |